# Hohe Brücke (Dresden)

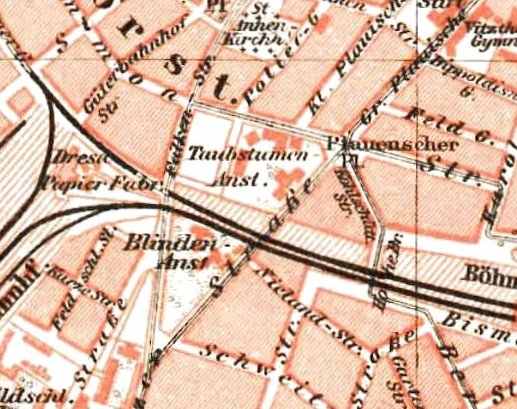
Die Hohe Brücke (rechts) auf Meyers Karte Dresdens von 1895

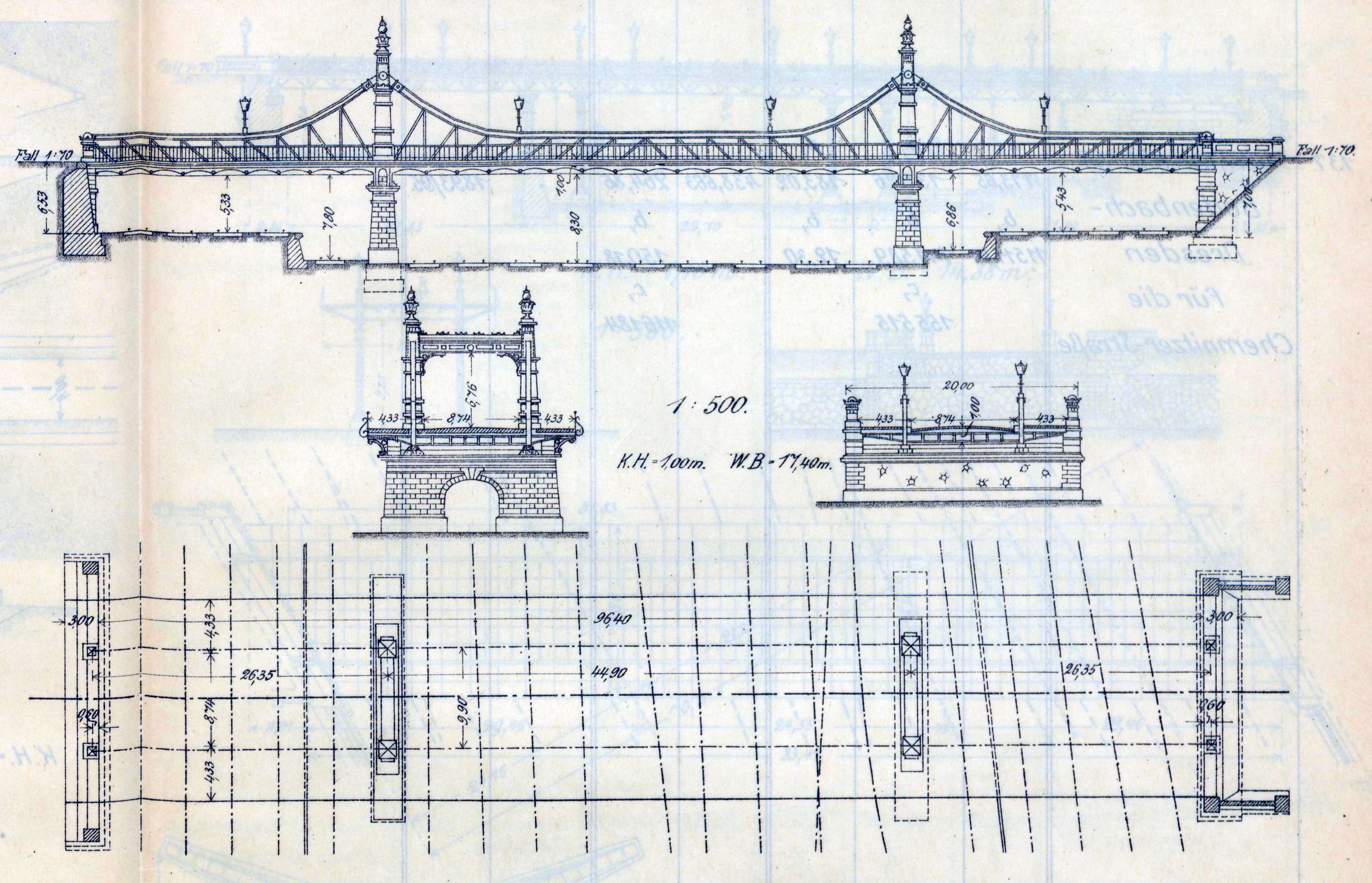
Zeichnung der Hohen Brücke 1911

Die Hohe Brücke war eine Straßenbrücke über die Bahnstrecke Děčín–Dresden-Neustadt in Dresden. Sie verband die Seevorstadt mit der Südvorstadt.

## Geschichte
Vorläufer der Hohen Brücke war die Bergstraßenbrücke, die die Bergstraße geradlinig über die Gleisanlagen zum Plauenschen Platz führte. Im Zuge des 1892 begonnenen Neubaus des Hauptbahnhofs samt Höherlegung der Bahnanlagen und Verlängerung der Strehlener Straße als neue Bismarckstraße (heute Bayrische Straße) gen Nordwesten bis zur Hohen Straße parallel zu den Gleisen erwies sich die geradlinige Weiterführung der Bergstraße über die Gleise als nicht mehr praktikabel. Die Bergstraßenbrücke wurde abgerissen und durch die Hohe Brücke ersetzt, die etwas weiter westlich der Kreuzung mit der Bergstraße rechtwinklig von der Bismarckstraße abzweigte und dort die Bahnanlagen überführte. Das auf der anderen Seite der Gleise gelegene Teilstück der Bergstraße bis zum Plauenschen Platz wurde zu Kohlschütterstraße umbenannt. Offiziell benannt wurde die Hohe Brücke im Jahr 1894 nach der unweit einmündenden Hohen Straße.
Bereits seit 1890 verkehrte eine Pferdestraßenbahn vom Bergkeller in Räcknitz zum Dippoldiswalder Platz über Bergstraße und Bergstraßenbrücke. Diese wurde ab Mitte 1894 dann auch über die Hohe Brücke geleitet, außerdem existierte ein Abzweig direkt hinter der Hohen Brücke zum Bismarckplatz. Im Jahr 1899 wurde die Strecke elektrifiziert. Mitte 1933 erfolgte die Abstufung zur Betriebsstrecke zwischen Dippoldiswalder Platz und Hoher Brücke, die Strecke nach Räcknitz wurde stillgelegt. Im Februar 1945 wurde dann auch die Betriebsstrecke stillgelegt.
Im Zuge der Elektrifizierung der Bahnstrecke nach Kriegsende in den 1960er Jahren wurde die Hohe Brücke abgerissen, da ihre lichte Höhe zum Anbringen der Fahrleitung nicht mehr ausreichte. Das gleiche Schicksal ereilten auch die westlicher gelegene Chemnitzer Brücke und die Falkenbrücke. Anstelle der drei Brücken entstand bis 1967 die Brücke Budapester Straße, die Teil des völlig neu angelegten Straßenzuges Budapester Straße war. Mit der weitgehenden Umgestaltung in diesem Teil der Seevorstadt verschwanden auch der Plauensche Platz und die Kohlschütterstraße, die durch eine weiträumige Anbindung der Budapester an die Ammonstraße ersetzt wurden.
Von der Hohen Brücke zeugen heute noch die Reste des Widerlagers am Wall zur Bayrischen Straße. Dort sind außerdem Teile des Brückenkopfes erhalten geblieben.

Heutige Situation
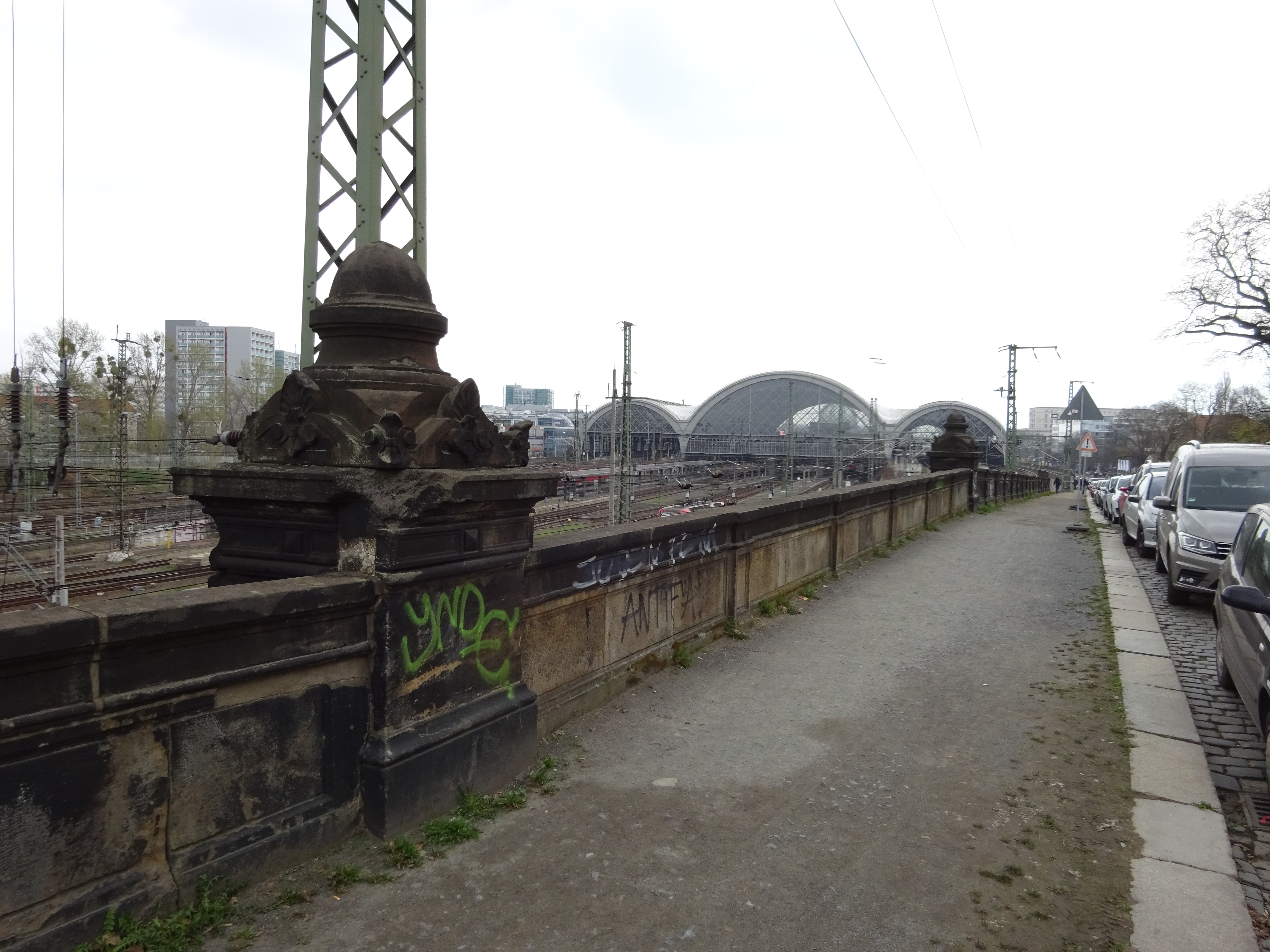
Brückenbeginn an der Bayrischen Straße
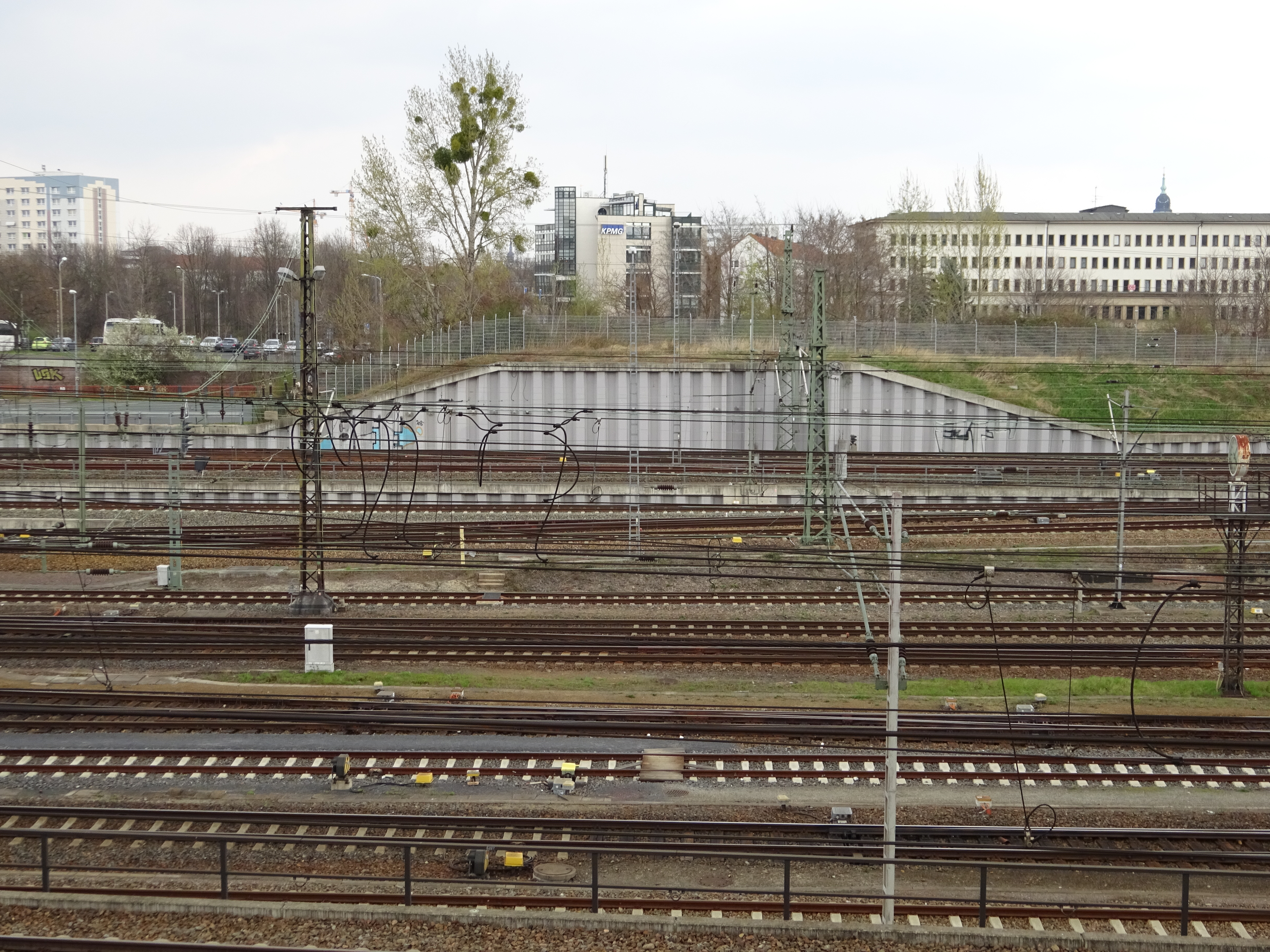
Blick von südlichen Brückenkopf zum noch erkennbaren Nordende auf Seevorstädter Seite